# Nejmeddine Hamrouni
Pour les articles homonymes, voir Hamrouni.
Nejmeddine Hamrouni (arabe : نجم الدين الحمروني), né le 25 avril 1965 à Tunis, est un psychologue et thérapeute familial tunisien, par ailleurs intervenant et formateur dans ces deux domaines.
Il sert comme secrétaire d'État auprès du ministre de la Santé chargé de la Mise à niveau des établissements hospitaliers, entre 2015 et 2016 dans le gouvernement de Habib Essid, ainsi que conseiller auprès du chef du gouvernement chargé de la veille stratégique et de la prospective.

## Biographie

### Jeunesse, études et carrière professionnelle
Il poursuit ses études universitaires et obtient une maîtrise en psychologie sociale de l'université Paris-Descartes en 1996, un DEA de l'université Paris-VIII en 1998, un DESS en psychologie clinique de Paris-Descartes en 2001 et un DEA en psychologie clinique et psychopathologique de Paris-VIII en 2004. Ses travaux en psychologie portent sur le paradigme de la multiplicité appliqué au champ de la clinique psycho-thérapeutique des groupes, des familles et des institutions. Sa thèse de doctorat, soutenue le 24 juin 2011 à Paris-VIII, a pour intitulé : Reconnaissance et traitement des conflits de loyauté : de quelques modifications théoriques, méthodologiques et techniques auxquelles nous oblige le travail avec les familles migrantes. Pour une clinique de la multiplicité.
En France, il travaille comme psychologue et thérapeute familial au centre médico-psycho-pédagogique d'Argenteuil, superviseur en action sociale et médico-sociale (association Canal de prévention spécialisée, foyer APAJH et association « Vis avec nous » à Bagneux), en prévention spécialisée et soutien à la parentalité et thérapeute familial chargé de consultation au Centre d'études cliniques des communications familiales de Paris,, ainsi qu'intervenant et formateur en psychologie à l'université Paris-VIII,.

### Carrière politique
En Tunisie, il est nommé, en janvier 2012, comme conseiller auprès du chef du gouvernement chargé de la veille stratégique et de la prospective. Il reste conseiller auprès des trois chefs de gouvernement successifs : Hamadi Jebali, Ali Larayedh et Mehdi Jomaa.
En février 2013, il fait partie du « Conseil des sages », créé par Jebali afin de mettre en place un nouveau gouvernement et de convoquer de nouvelles élections.
Le 6 février 2015, il est nommé secrétaire d'État chargé de la Mise à niveau des établissements hospitaliers, auprès du ministre de la Santé Saïd Aïdi, dans le gouvernement de Habib Essid. Il conserve ce poste jusqu'au remaniement du 12 janvier 2016, lors duquel tous les postes de secrétaires d'État sont supprimés.
Il redevient alors conseiller auprès du chef du gouvernement chargé de la veille stratégique et de la prospective. Sa fin de mission comme conseiller, publiée dans le Journal officiel de la République tunisienne du 26 août 2016, prend effet le 1er octobre.